# Betoncourt-lès-Brotte
Betoncourt-lès-Brotte ist eine Gemeinde im französischen Département Haute-Saône in der Region Bourgogne-Franche-Comté.

## Geographie
Betoncourt-lès-Brotte liegt auf einer Höhe von 285 Metern über dem Meeresspiegel, 9 Kilometer südsüdwestlich von Luxeuil-les-Bains und etwa 19 Kilometer nordöstlich der Stadt Vesoul (Luftlinie). Das Dorf erstreckt sich im nördlichen Teil des Departements, in einer Talmulde südlich der Ebene von Luxeuil, am Nordfuß der Waldhöhen von Mont d'Ahie und Grand Bois de Genevrey.
Die Fläche des 3,07 Quadratkilometer großen Gemeindegebiets umfasst einen Abschnitt der gewellten Landschaft zwischen der Ebene von Luxeuil im Nordosten und dem Becken von Vesoul im Südwesten. Der Hauptteil des Gebietes wird von der Talmulde von Betoncourt eingenommen. Sie öffnet sich nach Norden zur Ebene von Luxeuil und wird durch den Ru du Bas zur Lanterne entwässert. Die Talmulde liegt auf durchschnittlich 280 Meter und wird landwirtschaftlich genutzt. Nach Westen, Süden und Osten leitet eine Geländestufe zu den angrenzenden Hochflächen über. Im Osten befindet sich der Mont d'Ahie, im Süden der Grand Bois de Genevrey, auf dessen Hochfläche mit 437 Meter die höchste Erhebung von Betoncourt-lès-Brotte erreicht wird, und im Westen die Höhe des Chaudron. In geologisch-tektonischer Hinsicht bestehen diese Höhen aus einer Wechsellagerung von kalkigen und sandig-mergeligen Sedimenten, die während der Lias (Unterjura) abgelagert wurden. An verschiedenen Orten tritt auch Muschelkalk der mittleren Trias zutage.
Nachbargemeinden von Betoncourt-lès-Brotte sind Brotte-lès-Luxeuil im Norden, Ailloncourt im Osten sowie Genevrey im Südwesten.

## Geschichte
Im Mittelalter gehörte Betoncourt zur Freigrafschaft Burgund und darin zum Gebiet des Bailliage d’Amont. Die lokale Herrschaft hatten die Herren von Luxeuil inne. Zusammen mit der Franche-Comté gelangte das Dorf mit dem Frieden von Nimwegen 1678 definitiv an Frankreich. Heute ist Betoncourt-lès-Brotte Mitglied des 17 Ortschaften umfassenden Gemeindeverbandes Communauté de communes du Pays de Saulx.

## Sehenswürdigkeiten
Zu den Sehenswürdigkeiten von Betoncourt-lès-Brotte zählen die Mairie (Gemeindehaus) mit einem Glockentürmchen, ein Calvaire aus dem 12. Jahrhundert und das Lavoir aus dem 19. Jahrhundert, das einst als Brunnen, Waschhaus und Viehtränke diente.

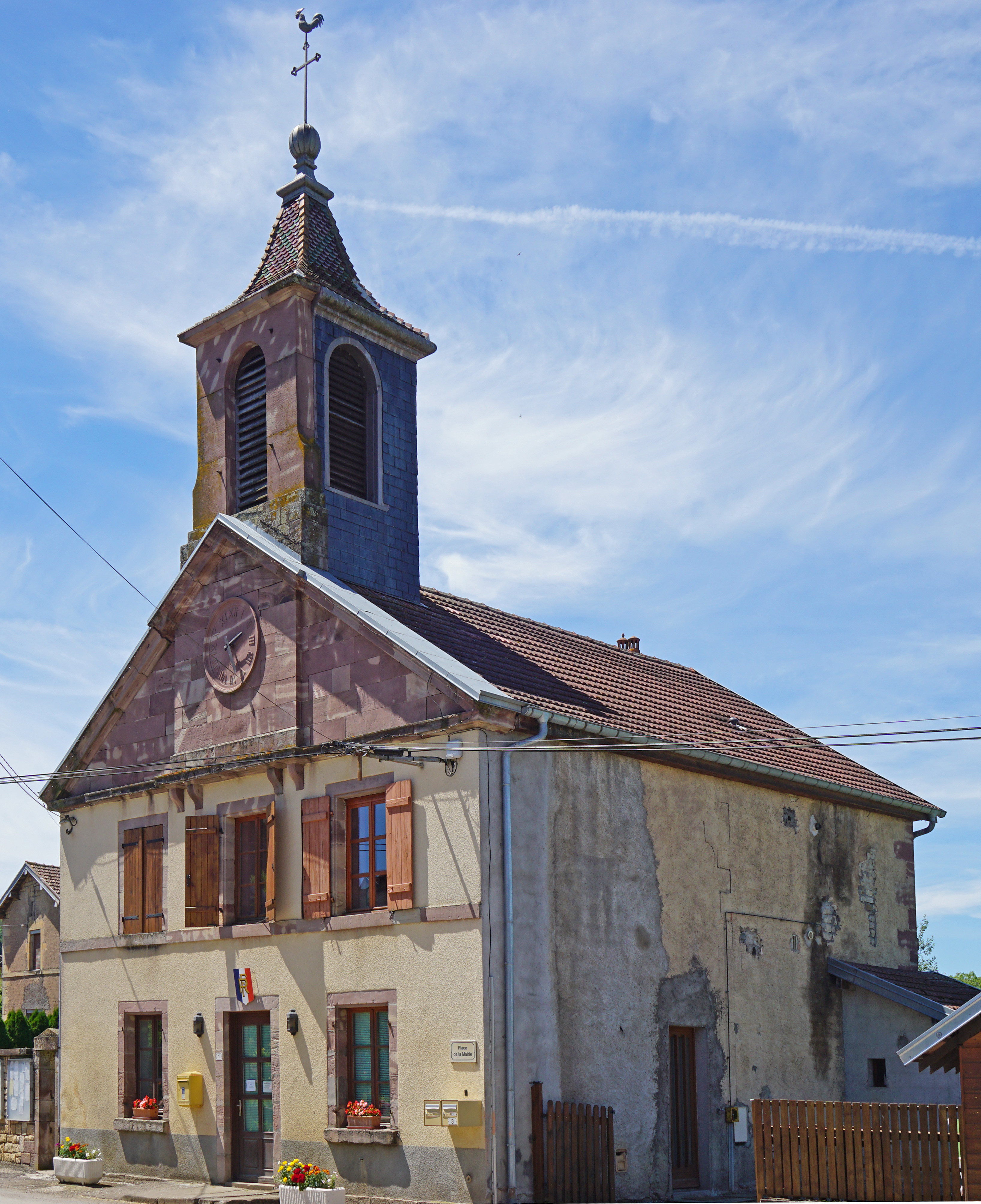
Mairie Betoncourt-lès-Brotte
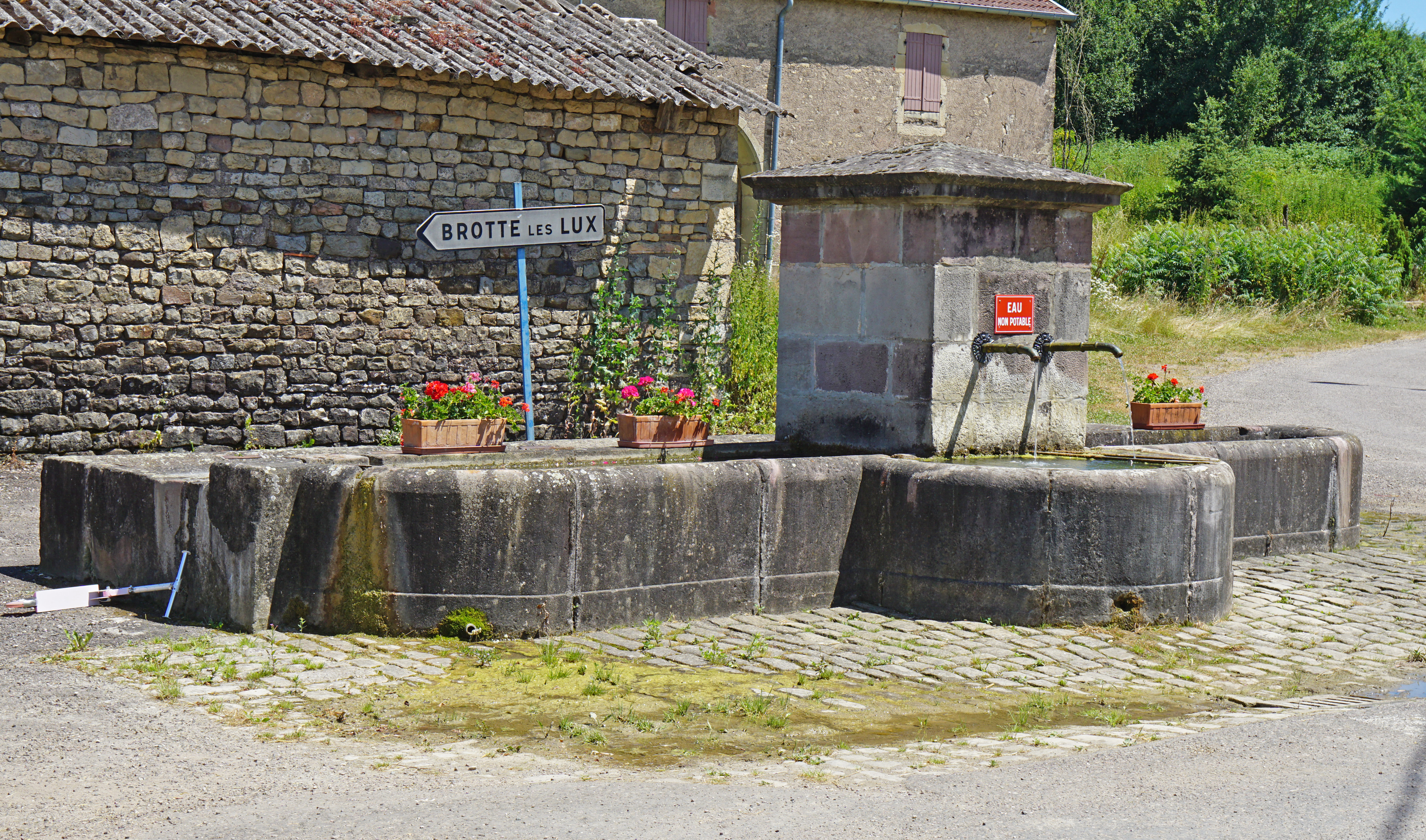
Brunnen
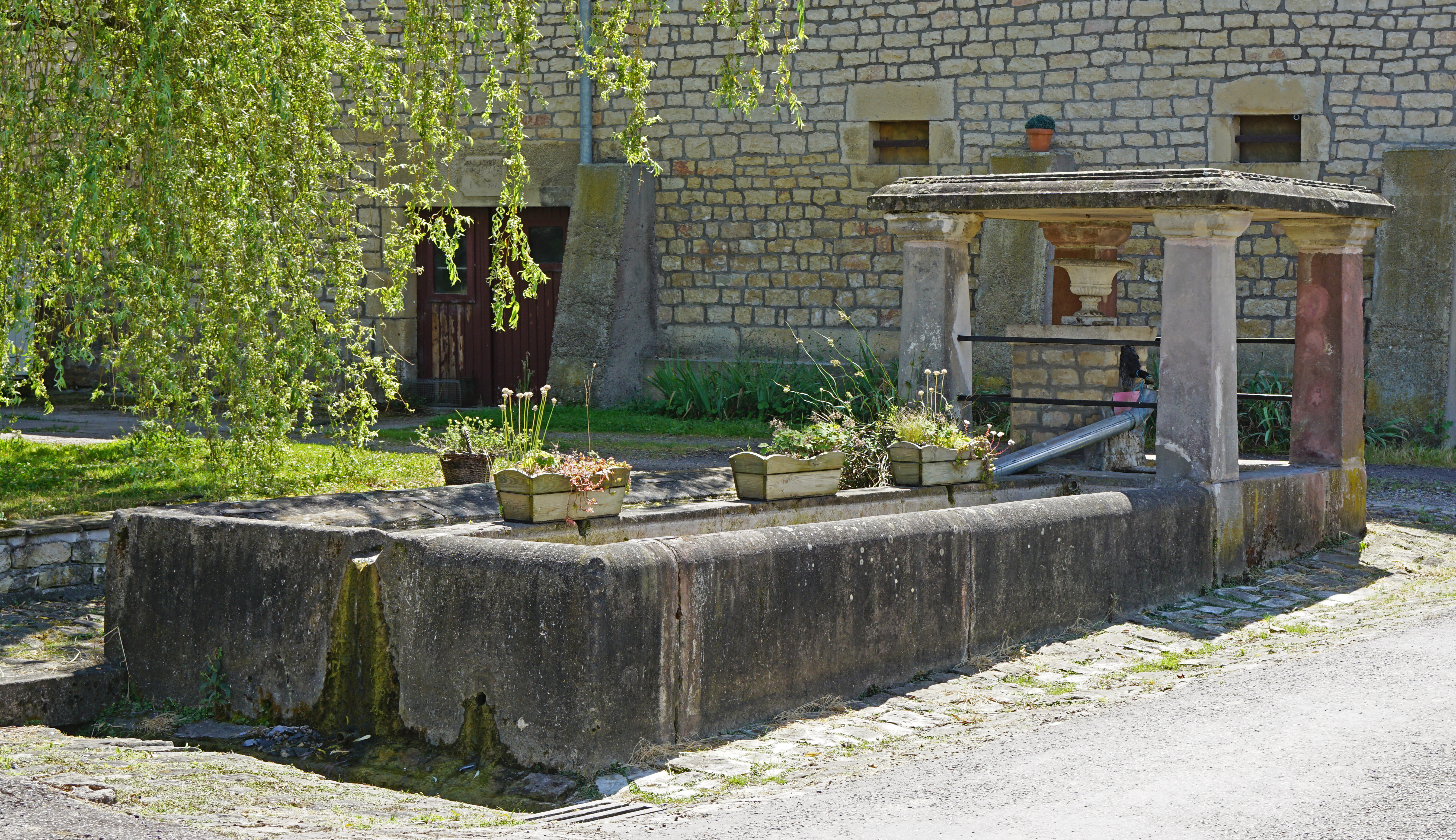
Brunnen
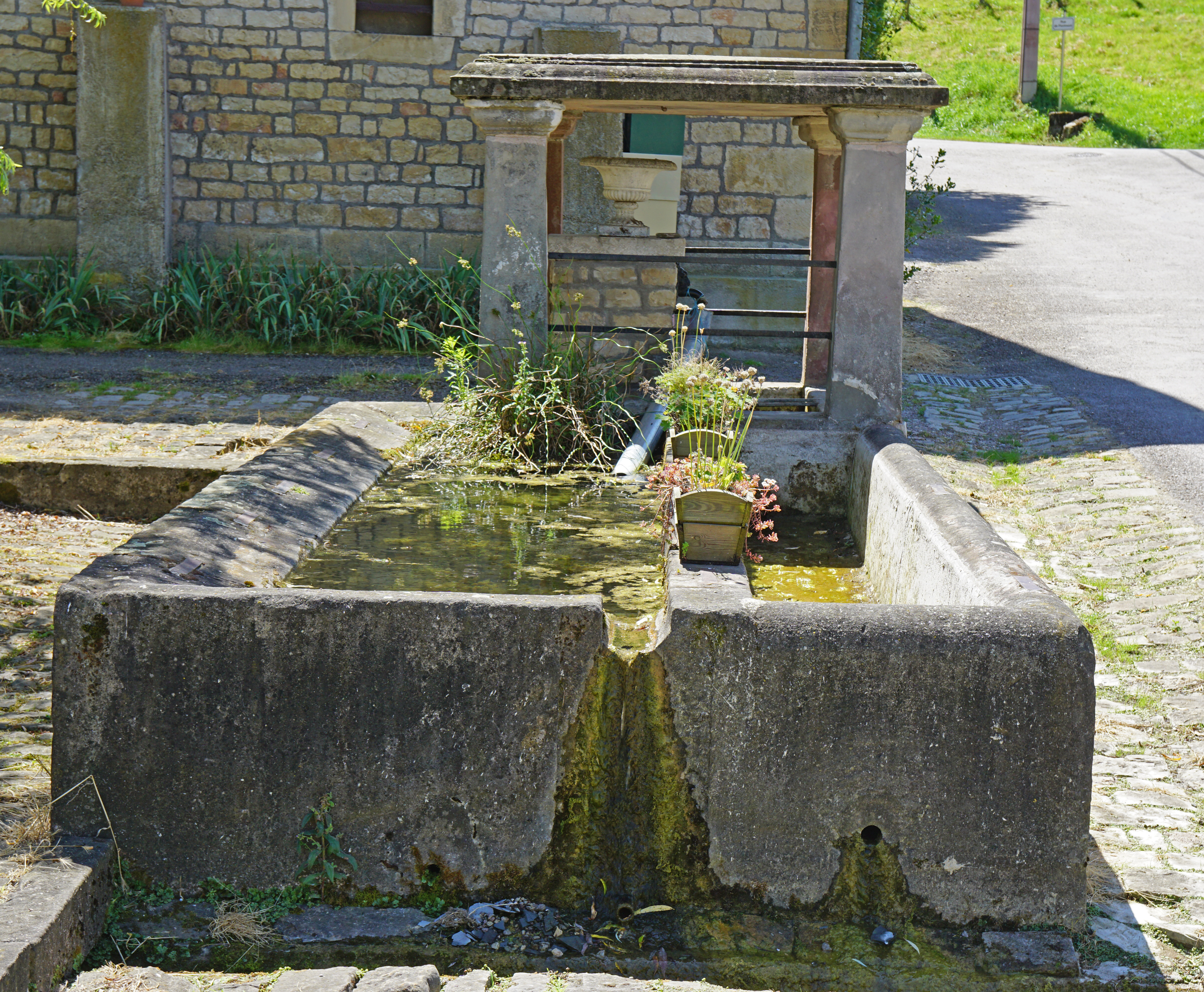
Brunnen
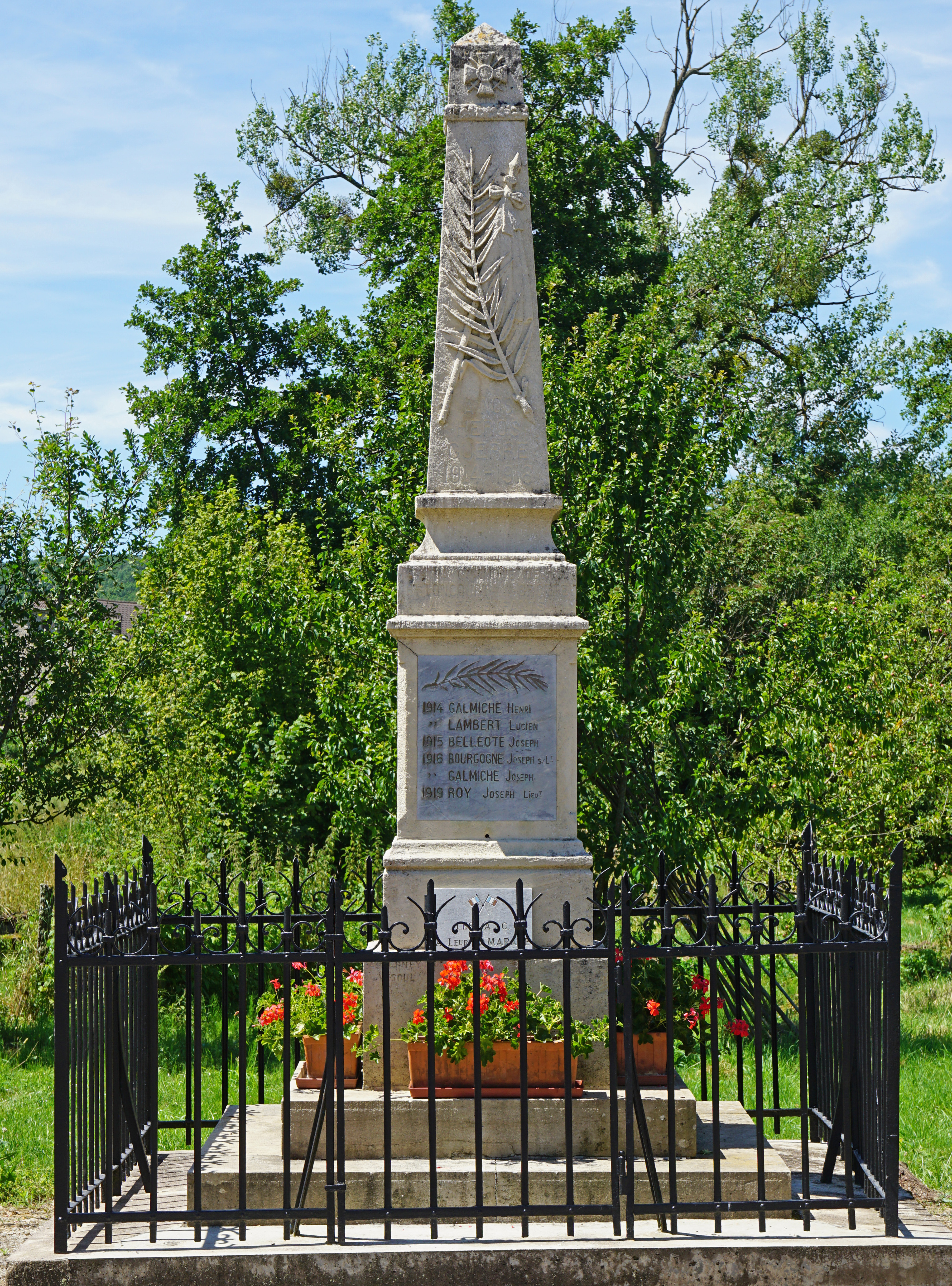
Kriegerdenkmal

## Bevölkerung
| Jahr                       | 1962 | 1968 | 1975 | 1982 | 1990 | 1999 | 2006 |
| Einwohner                  | 61   | 64   | 36   | 38   | 48   | 60   | 65   |
| Quellen: Cassini und INSEE |      |      |      |      |      |      |      |

Mit 114 Einwohnern (1. Januar 2022) gehört Betoncourt-lès-Brotte zu den kleinsten Gemeinden des Département Haute-Saône. Nachdem die Einwohnerzahl in der ersten Hälfte des 20. Jahrhunderts deutlich abgenommen hatte (1881 wurden noch 173 Personen gezählt), wurde seit Mitte der 1970er Jahre wieder ein Bevölkerungswachstum verzeichnet.

## Wirtschaft und Infrastruktur
Betoncourt-lès-Brotte ist noch heute ein vorwiegend durch die Landwirtschaft (Ackerbau, Obstbau und Viehzucht) und die Forstwirtschaft geprägtes Dorf. Außerhalb des primären Sektors gibt es nur wenige Arbeitsplätze im Ort. Einige Erwerbstätige sind deshalb Wegpendler, die in den größeren Ortschaften der Umgebung ihrer Arbeit nachgehen.
Die Ortschaft liegt abseits der größeren Durchgangsachsen, ist aber von der Hauptstraße N57, die von Vesoul nach Luxeuil-les-Bains führt, leicht erreichbar. Weitere Straßenverbindungen bestehen mit Brotte-lès-Luxeuil und Genevrey.